# スワイク
スワイク（アラビア語: السويق As-Suwayq アッ・スワイク）は、オマーン北東部の北バーティナ地方の沿岸の町である。座標は北緯23度50分58秒 東経57度26分19秒 / 北緯23.84944度 東経57.43861度座標: 北緯23度50分58秒 東経57度26分19秒 / 北緯23.84944度 東経57.43861度である。アラビア語で「市場」を意味するスーク（سوق sūq）が語源で、北バーティナ地方全土から人が集まった事から来ている。2015年の人口は約10.7万人である。